# كيغو آبي
كيغو آبي (باليابانية: 阿部圭吾) هو لاعب كاراتيه ياباني، ولد في 28 أكتوبر 1938 في إيو في اليابان.